# منى كون
منى كون (بالبرتغالية: Mona Kuhn‏) هي مصورة برازيلية، ولدت في 1969 في ساو باولو في البرازيل.